# (500295) 2012 QW7
(500295) 2012 QW7 es un asteroide perteneciente al cinturón de asteroides, descubierto el 31 de marzo de 2011 por el equipo del Pan-STARRS desde el Observatorio de Haleakala, Hawái, Estados Unidos.

## Designación y nombre
Designado provisionalmente como 2012 QW7.

## Características orbitales
2012 QW7 está situado a una distancia media del Sol de 2,740 ua, pudiendo alejarse hasta 3,323 ua y acercarse hasta 2,158 ua. Su excentricidad es 0,212 y la inclinación orbital 6,473 grados. Emplea 1657,49 días en completar una órbita alrededor del Sol.

## Características físicas
La magnitud absoluta de 2012 QW7 es 16,9.